# Š’-ťing-šan

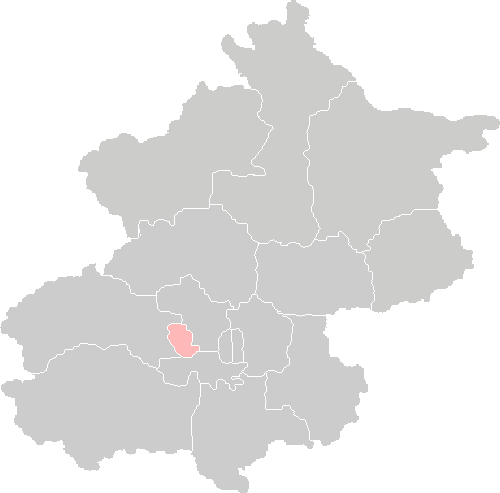
Poloha Š'-ťing-šanu na mapě Pekingu

Obvod Š'-ťing-šan (čínsky v českém přepisu Š'-ťing-šan čchü, pchin-jinem Shíjǐngshān Qū, znaky zjednodušené 石景山区, tradiční 石景山區) je jeden z městských obvodů Pekingu, hlavního města Čínské lidové republiky. Nachází se západně od historického centra, má rozlohu 86 čtverečních kilometrů a v roce 2000 v něm žilo bezmála půl milionu obyvatel.